# Tom's Diner
"Tom's Diner" é uma canção escrita em 1981 pela cantora e compositora americana Suzanne Vega. Foi lançada pela primeira vez como uma faixa na edição de janeiro de 1984 da revista Fast Folk Musical. Estreou em um de seus próprios álbuns de estúdio como a primeira faixa de seu álbum Solitude Standing em 1987. Mais tarde, foi usada como base para um remix pelo grupo britânico DNA, em 1988. Este remix alcançou o primeiro lugar na Áustria, Alemanha, Grécia e Suíça. O lançamento de 1991 Tom's Album inclui a versão do DNA, bem como versões cover de artistas como After One, Nikki D. e Bingo Hand Job ( REM e Billy Bragg ).  Também recebeu em 2015 uma versão por Giorgio Moroder, com participação de Britney Spears.
Em 1991 a canção foi incluída na trilha sonora internacional da novela "Meu Bem Meu Mal", exibida entre 1990/1991 pela TV Globo. Na trama de Cassiano Gabus Mendes a canção foi tema da personagem Jéssica Miranda, defendida por Mylla Christie, atriz que estampou a capa da trilha internacional da novela, lançada também em 1991.
A canção foi usada como trilha sonora de fundo para a cena de abertura do filme Untamed Heart, de 1993.

## Versão original

### Antecedentes e Escrita

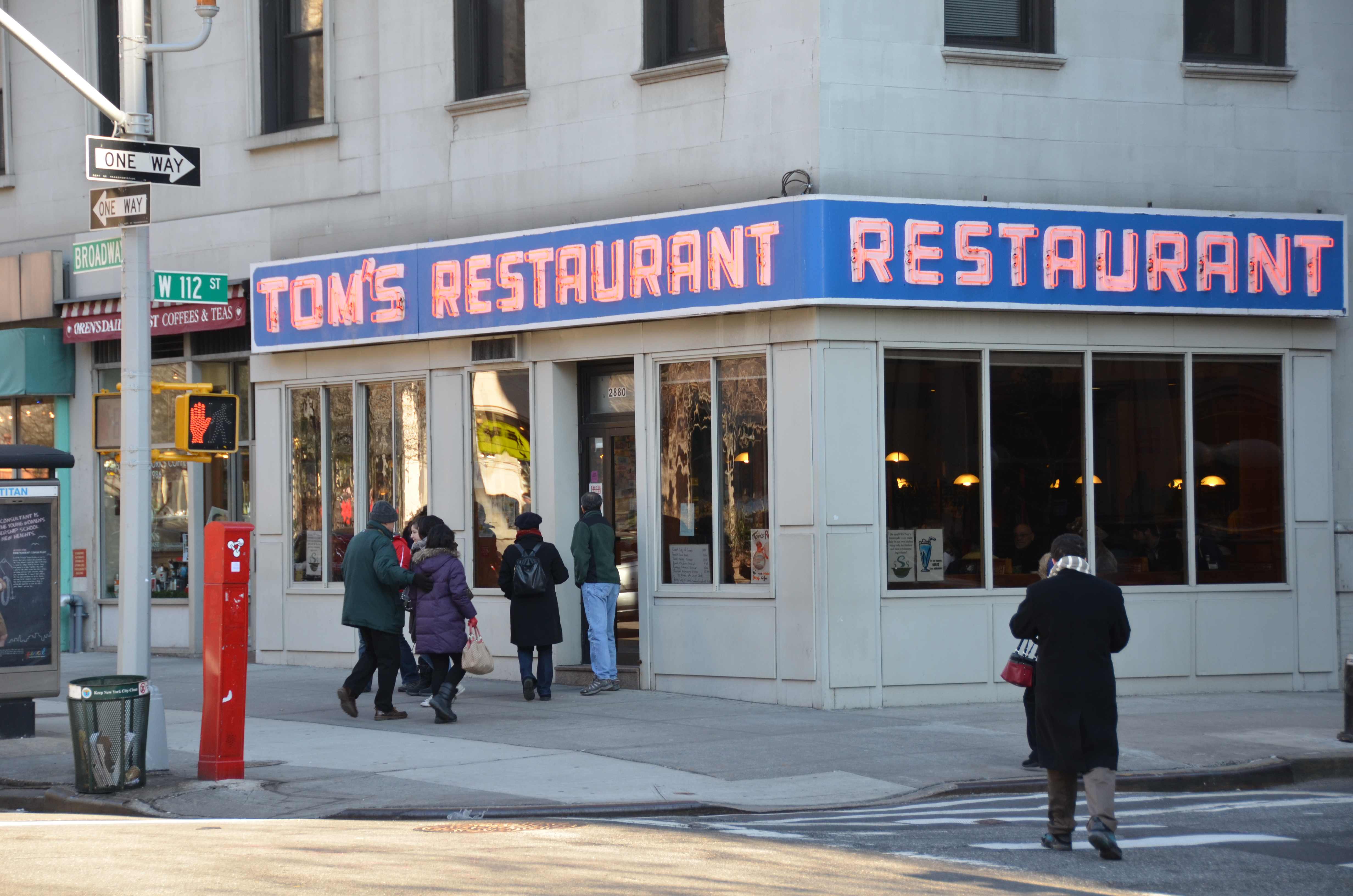
O verdadeiro Tom's Restaurant

O "Tom's Diner" da música é o Tom's Restaurant em Nova York ,  um restaurante na esquina da Broadway  com a 112th Street.  A cantora e compositora Suzanne Vega era supostamente uma cliente habitual do restaurante durante o início dos anos 80, quando estudante no vizinho Barnard College.  A lanchonete de meados do século XX se tornaria mais tarde famosa como o local usado para as cenas externas do Monk's Café na popular série televisiva dos anos 1990, Seinfeld .
A música começa com o narrador parando em uma lanchonete para tomar uma xícara de café. A canção observa o jornal, bem como duas mulheres, uma que entra na lanchonete e outra que fica do lado de fora na chuva.  O toque de sinos em uma catedral próxima faz com que o narrador relembre um companheiro anônimo e um anterior.  No final da música, o narrador deixa o restaurante para pegar o trem depois de terminar o café .
Vega escreveu a canção com base em um comentário de seu amigo Brian Rose, um fotógrafo, que mencionou que em seu trabalho, ele às vezes sentia como se "ele tivesse visto toda a sua vida através de um painel [...] de vidro, e como ele fosse testemunha de muitas coisas, mas nunca estivesse realmente envolvido nelas ".  Ela tentou pensar e escrever desta maneira (incluindo uma perspectiva masculina  enquanto estava sentada no Tom's Restaurant.  Os "sinos da catedral" que ela observa ouvindo na música são os da Catedral de São João o Divino , localizada a um quarteirão a leste.

### "Tom's Diner Day": A data da composição
Um artigo no site oficial de Suzanne Vega  usa pistas na música para determinar a data exata em que ela a escreveu.
A própria Vega disse que ela escreveu a música em algum momento de 1982; Brian Rose disse que foi escrita entre meados de 1981 e meados de 1982.  As letras da música se referem a uma manhã chuvosa, quando ela estava na lanchonete da esquina, lendo em seu jornal " "a story of an actor / who had died while he was drinking", and afterwards "turning to the  horoscope/ and looking for the funnies.  Apenas dois jornais em Nova York publicaram histórias em quadrinhos, ou "funnies", em 1981 e 1982, e apenas um, o New York Post , apresentava uma reportagem de primeira página sobre a morte do ator premiado com o Oscar William Holden , cujo corpo foi descoberto na segunda-feira, 16 de novembro de 1981.  Ele morreu de uma queda em seu apartamento, sofreu depois de beber excessivamente.  A história no Post sobre a morte de Holden não foi publicada até dois dias depois, na quarta-feira, 18 de novembro de 1981, que foi tomada como sendo a data exata da composição.     Naquele dia em Nova York, no entanto, o tempo não estava chuvoso, mas nublado.  Vega reconheceu que "Tom's Diner" apresenta um composto de eventos, e que a chuva era de uma manhã que ela se lembrava de estar no restaurante durante a primavera de 1982, após os eventos iniciais da música.
Em um show no Pavilhão de Exposições de Longwood Gardens, em Kennett Square, Pensilvânia , na sexta-feira, 18 de novembro de 2011, Vega cantou "Tom's Diner" como última música de seu segundo set; o guitarrista Gerry Leonard, nascido em Dublin, acompanhou-a.  De antemão, ela explicou à plateia que o dia marcou o 30º aniversário daquele em que ela escreveu a música.  Ela também observou de uma maneira autodepreciativa que o ator que morreu enquanto bebia era William Holden e que, apesar de sua fama, ela nunca tinha ouvido falar dele até a manhã, quando leu sobre sua morte.

### A "mãe do MP3"
Um artigo da agora extinta revista Business 2.0 revelou que "Tom's Diner" também foi usada por Karlheinz Brandenburg para desenvolver o esquema de compressão de áudio conhecido como MP3 no que é hoje a Associação Fraunhofer .  Ele lembrou: "Eu estava pronto para afinar meu algoritmo de compressão ... em algum ponto do corredor, um rádio tocava 'Tom's Diner'."  Eu fiquei eletrifizado. Sabia que seria quase impossível comprimir essa voz quente a cappella. " 
Em um documentário de 2009 sobre a história da música pela emissora sueca SVT, Brandenburg disse: "Eu estava terminando minha tese de doutorado, e então eu estava lendo uma revista de alta fidelidade e descobri que eles usaram essa música para testar alto-falantes. Eu disse 'OK, vamos testar o que essa música faz no meu sistema de som, no MP3'.  E o resultado foi que, em taxas de bits, onde tudo o mais soava muito bem, a voz de Suzanne Vega soava horrível. " 
Brandenburg adotou a música para fins de teste, ouvindo-a de novo e de novo a cada vez que refinava o esquema, certificando-se de que isso não afetasse negativamente a sutileza da voz de Vega.  Embora o formato de compressão MP3 não seja especificamente ajustado para tocar a música "Tom's Diner" (uma variedade de material analisado criticamente esteve envolvido no design do codec ao longo de muitos anos), entre engenheiros de áudio esta anedota rendeu a Vega o título informal de "Mãe do MP3 ".

### Listagens de faixas
12 "maxi
1. "Tom's Diner"
2. "Left of Center"
3. "Tom's Diner" (live)
4. "Luka" (live)

### Tabelas
| Parada (1989)                                       | Posição máxima |
| --------------------------------------------------- | -------------- |
| Dinamarca (Tracklisten)                             | 24             |
| Irlanda (IRMA)                                      | 26             |
| Suécia (Sverigestopplistan)                         | 56             |
| Reino Unido - Singles (The Official Charts Company) | 58             |